# Powiat de Mikołów
Le powiat de Mikołów (en polonais : powiat mikołowski) est un powiat appartenant à la voïvodie de Silésie dans le Sud de la Pologne.

## Division administrative
Le powiat comprend cinq communes :
- trois communes urbaines : Łaziska Górne, Mikołów et Orzesze ;
- deux communes rurales : Ornontowice et Wyry.